# Hanna Preuss
Hanna Preuss, poljsko-slovenska režiserka in umetnica, * 1952, Bydgoszcz, Poljska.
Hanna Preuss je leta 1976 v rojstni Poljski z odliko doštudirala režijo zvoka na Varšavski glasbeni akademiji F. Chopina. Po pridobitvi naziva magistre umetnosti je na Filmski šoli v Lodžu v enem letu oblikovala zvok v 35 študijskih filmih, nakar je kot asistentka poučevala predmet Realizacija filmskega zvoka in poslušala Filmsko montažo. Od leta 1977 do 1979 je v Varšavi vodila tonski studio Polfilma, nato pa je odšla v svobodni poklic.
Od leta 1980 naprej je večinoma delala v Jugoslaviji, leta 1990 pa je pridobila slovensko državljanstvo in status umetnice. Deluje kot glasbenica, tonska mojstrica, režiserka zvoka, sonorična komponistka pri raznolikih projektih, prejela je več štipendij za vrhunske ustvarjalce, leta 2004 je menda bila izvoljena za redno profesorico za režijo zvoka na Univerzi v Ljubljani, kot gostujoča predavateljica pa je učila tudi v Nemčiji. Leta 2006 je odprla zavod Atelje sonoričnih umetnosti.

## Nagrade
- 2014: Nagrada Metoda Badjure za življenjsko delo v filmu
- 2008: Vesna na Festivalu slovenskega filma
- 2007: Vesna na Festivalu slovenskega filma
- 2005: Vesna na Festivalu slovenskega filma
- 1988: Župančičeva nagrada